# Río Chilipsi
El río Chilipsi (en adigué y en ruso: Чилипси, que significa "manantial del aul") es un río del krai de Krasnodar, en el Cáucaso Occidental, en el sur de Rusia. Discurre completamente por el raión de Tuapsé. Es afluente por la orilla derecha del río Tuapsé.

## Curso
Nace en las laderas meridionales del Cáucaso Occidental, en un paso a 500 m de altura (del que recibe el nombre) entre la cordillera Kalachi y el monte Lisaya (890 m), al noroeste de Chilipsi. Tiene 21 km de longitud. Sus afluentes más importantes son el río Beshenaya (1 km) y el Tashtai (6 km). Atraviesa únicamente la localidad de Chilipsi antes de desembocar en el Tuapsé en Indiuk.